# Lissonota veris
Lissonota veris là một loài tò vò trong họ Ichneumonidae.